# Инваспорт (Украина)

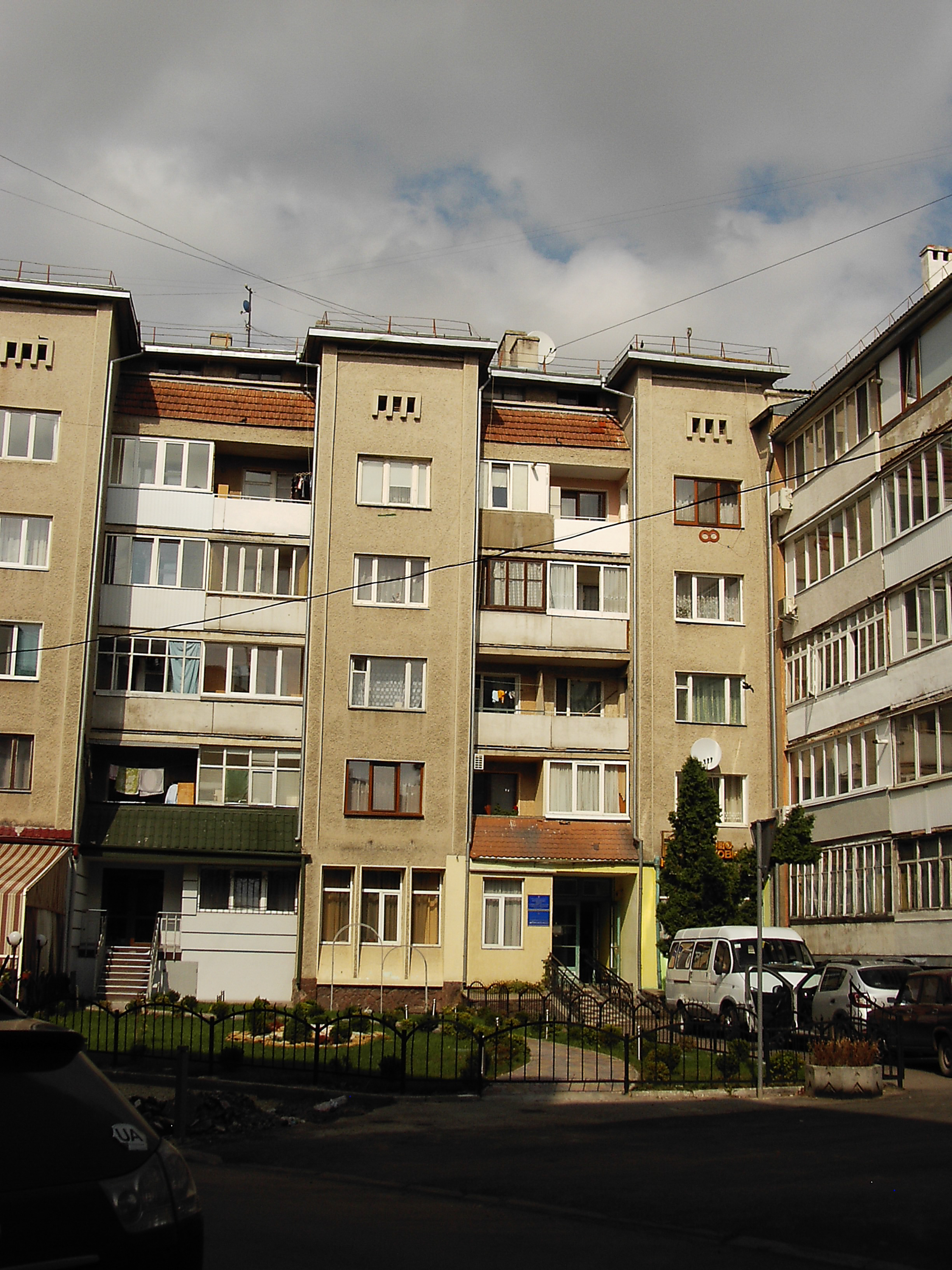
Центр «Инваспорт» в Ивано-Франковске

«Инваспорт» (укр. Інваспорт) — система физкультуры и спорта для инвалидов, функционирующая на Украине на государственном уровне.
Разработана председателем Паралимпийского комитета Украины Валерием Сушкевичем, который сам является инвалидом, передвигаясь на коляске.
Украинский центр по физической культуре и спорту инвалидов «Инваспорт» был основан в 1993 году в соответствии с совместным постановления Министерства Украины по делам молодежи и спорта, Федерации профсоюзов Украины и Национального комитета (Федерации) спорта инвалидов Украины от 14.01.1993 № 29/п-2/6 «О создании Украинского и областных центров инвалидного спорта».
Приоритетными направлениями деятельности учреждений системы «Инваспорт» является осуществление мер по развитию на Украине спорта высших достижений среди инвалидов и физкультурно-спортивной реабилитации инвалидов, а также их интеграция в общество. Различными формами физкультурно-реабилитационной и спортивной работы на Украине охвачено около 52 000 инвалидов — по зрению, по слуху, по опорно-двигательному аппарату, от последствий ДЦП, с нарушениями умственного и физического развития.
Ключевой особенностью системы «Инваспорта» является то, что спортивные школы и соответствующая инфраструктура для спорта инвалидов работают в каждой области Украины. В рамках системы учреждений «Инваспорт» ежегодно организуются и проводятся около 46 чемпионатов и первенств Украины. Наиболее популярными соревнованиями стали — Спартакиада среди детей-инвалидов «Поверь в себя», спортивный фестиваль «Мечты сбываются» и благотворительная акция «Милосердие».
Другим направлением работы «Инваспорта» является обеспечение деятельности национальных сборных команд Украины среди спортсменов-инвалидов, их подготовка и участие во Всеукраинских и международных соревнованиях, а также государственная поддержка развития паралимпийского и дефлимпийского движения на Украине.
По состоянию на 2015 год в систему учреждений физической культуры и спорта инвалидов «Инваспорт» входили 25 региональных центров, 80 отделений, 24 детско-юношеские спортивные школы для инвалидов и 148 физкультурно-оздоровительных клубов.